# Belleville-sur-Meuse

Belleville-sur-Meuse este o comună în departamentul Meuse din nord-estul Franței. În 2010 avea o populație de 3.203 de locuitori.

## Evoluția populației
| An        | 1975  | 1982  | 1990  | 1999  | 2006  | 2010  |
| --------- | ----- | ----- | ----- | ----- | ----- | ----- |
| Populație | 3.060 | 2.729 | 3.163 | 3.137 | 3.058 | 3.203 |